# Black Hills Ambush
Black Hills Ambush è un film del 1952 diretto da Harry Keller.
È un western statunitense con Allan Lane, Black Jack e Eddy Waller.

## Produzione
Il film, diretto da Harry Keller su una sceneggiatura di Ronald Davidson e M. Coates Webster, fu prodotto dallo stesso Keller, come produttore associato, per la Republic Pictures e girato nell'Iverson Ranch a Chatsworth, Los Angeles, e nel ranch di Corriganville a Simi Valley, California, dal 25 gennaio all'inizio di febbraio 1952.

## Distribuzione
Il film fu distribuito con il titolo Black Hills Ambush negli Stati Uniti dal 20 maggio 1952 al cinema dalla Republic Pictures.
Altre distribuzioni:
- in Finlandia il 24 maggio 1963 (Kuolemanloukku Black Hill)
- in Brasile (Golpe de Audácia)

## Promozione
La tagline è: DANGER ON THE BLACK HILLS TRAIL! Two-gun "Rocky" in action...as Outlaws threaten to destroy the West's most vital freight line! .